# Abdoul Camara
Abdoul Razzagui Camara (ur. 20 lutego 1990 w Mamarze) – piłkarz gwinejski grający na pozycji lewego pomocnika. Posiada także obywatelstwo francuskie.

## Kariera klubowa
Camara urodził się w Gwinei, ale karierę piłkarską rozpoczynał we Francji, w klubie OS Fives. Następnie podjął treningi w Stade Rennais. W latach 2007–2009 grał w rezerwach tego klubu. 30 maja 2009 zadebiutował w pierwszym zespole w Ligue 1 w przegranym 0:4 wyjazdowym meczu z Olympique Marsylia. W sezonie 2009/2010 był wypożyczony do drugoligowego Vannes OC, a w sezonie 2010/2011 był podstawowym zawodnikiem Rennes.
Latem 2011 roku Camara podpisał kontrakt z FC Sochaux-Montbéliard. 10 września 2011 zadebiutował w nim w zremisowanym 1:1 domowym meczu z FC Lorient.
31 stycznia 2013 roku, przeszedł na zasadzie wypożyczenia do PAOK FC. Następnie grał w RCD Mallorca i Angers SCO, a w 2016 trafił do Derby County. Latem 2017 trafił do En Avant Guingamp.
| Sezon   | Klub                   | Kraj      | Rozgrywki          | Mecze | Bramki | Rozgrywki Europy | Mecze | Bramki |
| ------- | ---------------------- | --------- | ------------------ | ----- | ------ | ---------------- | ----- | ------ |
| 2007/08 | Stade Rennais B        | Francja   | CFA                | 4     | 0      | -                | -     | -      |
| 2008/09 | Stade Rennais          | Francja   | Ligue 1            | 1     | 0      | Liga Europy UEFA | 0     | 0      |
| 2008/09 | Stade Rennais B        | Francja   | CFA                | 28    | 5      | -                | -     | -      |
| 2009/10 | Vannes OC              | Francja   | Ligue 2            | 37    | 4      | -                | -     | -      |
| 2010/11 | Stade Rennais          | Francja   | Ligue 1            | 24    | 0      | -                | -     | -      |
| 2011/12 | Stade Rennais          | Francja   | Ligue 1            | 2     | 0      | Liga Europy UEFA | 2     | 0      |
| 2011/12 | FC Sochaux-Montbéliard | Francja   | Ligue 1            | 22    | 1      | -                | -     | -      |
| 2012/13 | FC Sochaux-Montbéliard | Francja   | Ligue 1            | 14    | 0      | -                | -     | -      |
| 2012/13 | PAOK FC                | Grecja    | Superleague Ellada | 10    | 2      | -                | -     | -      |
| 2013/14 | FC Sochaux-Montbéliard | Francja   | Ligue 1            | 11    | 0      | -                | -     | -      |
| 2013/14 | RCD Mallorca           | Hiszpania | Segunda División   | 6     | 0      | -                | -     | -      |
| 2014/15 | Angers SCO             | Francja   | Ligue 2            | 27    | 6      | -                | -     | -      |
| 2015/16 | Angers SCO             | Francja   | Ligue 1            | 17    | 2      | -                | -     | -      |
| 2015/16 | Derby County           | Anglia    | Championship       | 4     | 0      | -                | -     | -      |
| 2016/17 | Derby County           | Anglia    | Championship       | 15    | 0      | -                | -     | -      |
| 2017/18 | En Avant Guingamp      | Francja   | Ligue 1            | 14    | 2      | -                | -     | -      |

Stan na: koniec sezonu 2017/2018.

## Kariera reprezentacyjna
W reprezentacji Gwinei Camara zadebiutował 24 stycznia 2012 roku w przegranym 0:1 meczu Pucharu Narodów Afryki 2012 z Mali.
W swojej karierze Camara grał też w młodzieżowych reprezentacjach Francji. W 2007 roku wystąpił z reprezentacją U-17 na mistrzostwach świata U-17.

## Sukcesy

### Klubowe
- Stade Rennais
  - Zwycięzca Gambardella Cup: 2008